# Austrolimnophila (Austrolimnophila) acutergata
Austrolimnophila (Austrolimnophila) acutergata is een tweevleugelige uit de familie steltmuggen (Limoniidae). De soort komt voor in het Neotropisch gebied.